# Taça Guanabara
Taça Guanabara lub Guanabara Trophy - doroczny turniej piłkarski organizowany od 1965 roku przez  Federację Piłkarską stanu Rio de Janeiro. Jest to pierwsza runda Campeonato Carioca - mistrzostw stanu Rio de Janeiro.